# Chesterfield FC
Chesterfield Football Club  pronunție în engleză [tʃɛstərfild] este un club de fotbal englez din Chesterfield, Derbyshire, care în prezent evoluează în Football League Two.
Clubul a fost membru fondator al Ligii de fotbal Divizia a Treia de Nord, înființată în 1921-22. A rămas în Liga de Fotbal până în sezonul 2017–18, după care a retrogradat în divizia a cincea pentru prima dată în istoria sa.
Chesterfield FC nu a ajuns niciodată în prima divizie, dar a ajuns de două ori în eșalonul secund al fotbalului englez în anii 1930.

## Legături externe
- Official website

1. ↑   https://www.transfermarkt.com/-/mitarbeiterhistorie/verein/1219 Lipsește sau este vid: |title= (ajutor)